# Ophiogomphus severus
Ophiogomphus severus – gatunek ważki z rodziny gadziogłówkowatych (Gomphidae). Występuje na terenie Ameryki Północnej.